# Паин, Эмиль Абрамович
Эми́ль Абра́мович Па́ин (род. 6 декабря 1948, Киев) — советский и российский политолог и этнограф, доктор политических наук и кандидат исторических наук, один из зачинателей научной дисциплины «Этнополитология» в России. Профессор Высшей школы экономики (2006—2023 гг.).
Научные работы посвящены целому ряду проблем, включая взаимоотношения российских республик и федерального центра, этнический и религиозный экстремизм в России, этнические конфликты, миграция. Первый лауреат премии имени Галины Старовойтовой в области конфликтологии (2000). В 2004 году был награждён международным фондом «Толерантность» золотой медалью «за выдающиеся заслуги в области социологических и исторических исследований, содействующих разрешению этнических конфликтов в российских регионах».
С 2006 года является членом международного жюри при Верховном комиссаре ОБСЕ по делам меньшинств в присуждении «Премии имени Макса Ван дер Стула» (Van der Stoel Award) «за существенный вклад в улучшение положения национальных меньшинств в регионе ОБСЕ». Член редакционной коллегии журнала Российской академии наук «Общественные науки и современность».

## Биография
В 1974 году окончил исторический факультет Воронежского государственного университета.
В 1976—1977 — социолог Всероссийского научно-исследовательского института труда и управления в сельском хозяйстве Министерства сельского хозяйства РСФСР.
В 1977—1980 — старший научный сотрудник Центрального научно-исследовательского и проектного института по планировке и застройке сельских населенных мест и жилищно-гражданскому строительству на селе.
В 1983 году окончил аспирантуру Московского государственного университета имени М. В. Ломоносова по кафедре этнографии и защитил диссертацию на соискание учёной степени кандидата исторических наук по теме «Этносоциальные условия развития сельского расселения: на материалах УзССР» (специальность 07.00.07 — этнография).
В 1980—1991 — заведующий сектором социологических исследований отдела экономических и социологических исследований Центрального научно-исследовательского и проектного института по градостроительству.
В 1991—1994 — директор Центра при Внешнеполитической Ассоциации РФ (позднее этот центр был преобразован в Центр этнополитических и региональных исследований).
В феврале 1993 был назначен постоянным членом Президентского совета. Покинул должность в 1996 году.
В 1994—1995 — руководитель исследовательского направления по национальной политике Аналитического Центра Президента России.
В 1995—1996 — заместитель начальника Аналитического управления Президента России.
В сентябре 1996 — феврале 1999 — советник президента России Бориса Ельцина. Действительный государственный советник Российской Федерации 2-го класса. Член МВК Совета Безопасности РФ по проблемам Северного Кавказа. В это время Паин успешно сочетает административную работу с научной деятельностью.
В 1996 году — руководитель Рабочей группы при Президенте РФ по завершению боевых действий и урегулированию ситуации в Чеченской республике.
В 2000—2001 — ведущий научный сотрудник Международного центра им. Вудро Вилсона (Woodrow Wilson International Center for Scholars, Вашингтон, США).
В 2002—2008 — руководитель центра по изучению ксенофобии и предотвращения экстремизма Института социологии Российской академии наук. В настоящий момент ведущий научный сотрудник ИС РАН.
В 2004 году защитил диссертацию на соискание учёной степени доктора политических наук по теме «Этнополитические процессы в модернизирующейся России: Концепция нелинейного развития этнополитической интеграции» (специальность 23.00.02 — политические институты, процессы и технологии)
В 2006—2023 годах — профессор Высшей школы экономики, преподавал такие курсы, как «Этнополитология», «Этнополитология и управление культурным разнообразием», «Этнополитическая конфликтология», «Этнокультурные аспекты демографических процессов» и другие.
С 2015 года главный научный сотрудник Российской академии народного хозяйства и государственной службы при Президенте Российской Федерации.
С февраля 2011 по июнь 2012 входил в Совет при Президенте Российской Федерации по развитию гражданского общества и правам человека.
К числу профессиональных интересов Э. Паина относятся: этнополитические процессы, национальная политика, этническая конфликтность, динамика национального сознания, природа этноконфессионального экстремизма, становление гражданской нации.
Удостоен премии Международного центра Вудро Вильсона по научным исследованиям, серебряной и бронзовой медали ВДНХ за научные работы (1985 и 1990).

## Взгляды
Выступает за обязательное изучение родного языка народами России не только в школах, но и в вузах по некоторым специальностям. Считает, что в этом вопросе меньше добровольности, чем в изучении химии.

## Научный вклад
В 2004 году в одноименной книге Паин предложил модель «этнополитического маятника», то есть нелинейного (маятникового) развития этнополитических процессов. Автор изучает происходящие в современной России этнополитические перемены, выделяя две эпохи постсоветского периода: «эпоху революции» и «эпоху стабилизации». Первый цикл колебания маятника — это активизация этнических меньшинств (начала 1990-х годов). Второй цикл — активизация этнического большинства, связанная с проявлением «эффекта тревожности» русских (начиная с середины 1990-х годов). Наконец, рост этнического сознания русских может, в свою очередь, вызвать ответную реакцию этнических меньшинств (третий, заключительный цикл, способный стать разрушительным кризисом государственности).
В дальнейшем, в частности в книге «Многоэтнический город», Паин развил данную концепцию. Автор полагает, что центр тяжести этнополитических проблем в России сместился — от отношений российских республик с федеральным центром к этнических конфликтам в городах (в связи с процессами миграции). В этой связи Паин выступает с предложениями по корректировке российской «национальной политики», не только не рассматривающей города как субъекты политики, но и не принимающей во внимание ряд факторов (включая миграционный). Вместо советской по своему происхождению парадигмы «национальной политики» автор предлагает иную парадигму — «управление культурным разнообразием».
Эмиль Паин также является автором концепции «имперского синдрома», разработанный им на российском материале в книге «Между империей и нацией» и последующих работах. В авторской концепции имперский синдром включает в себя три ключевых элемента — имперский порядок (или имперская власть), имперское тело и имперское сознание. Имперский порядок — это политический режим империи, для которого характерно отрицание принципов народного суверенитета и национального самоопределения. Иными словами, имперская власть осуществляется без согласия подданных. Имперская власть нацелена на управление и сохранение имперского тела — территории страны, разделенной на слабо интегрированные в культурном отношении регионы, сохраняющие исторические следы колониальных завоеваний и постоянного освоения завоеванных просторов. Имперское тело в России подразумевает отсутствие или подавление политической субъектности не только инокультурных регионов, но и регионов с преобладанием русского населения. Наконец, имперское сознание включает в себя сложный комплекс традиционных стереотипов массового сознания, например «подданническую политическую культуру» (в терминах Г. Алмонда и С. Вербы), этатистские ценности, надежды на «мудрого царя» и «сильную руку», а также имперские амбиции по отношению к внешнему миру.
В своих работах Паин также активно развивает теорию политической нации, исследуя взаимосвязи между национальной организацией общества и демократией. В частности, Паин развивает идею Д. Растоу (Dankwart Rustow) о национальном единстве как единственном предварительном условии перехода к демократии. Однако национальное согласие играет ключевую роль не только в становлении, но и в поддержании современного демократического режима. По мнению Паина, в постсоветской России речь идет о гибридном типе национально-государственного устройства. Последний отличается рядом формальных политико-юридических и культурных признаков становления в стране политической нации, но при этом сохраняет множество черт предшествующего имперского развития — «имперского синдрома», затрудняющего развитие демократических институтов.

## Научные труды

### Монографии
на русском языке
- Этно-социальные факторы в развитии сельских населенных пунктов. М., 1983;
- Социологические методы в градостроительстве. М., 1989;
- Сохранение исторического и культурного наследия в градостроительстве. М., 1990;
- Государственная политика России в конфликтных зонах. М.: Центр этнополитических и региональных исследований, 1994;
- Национальная политика России: история и современность. М., 1997;
- Эволюция взаимоотношений центра и регионов России: от конфликта к поиску согласия. М, 1997;
- Между империей и нацией: модернистский проект и его традиционалистская альтернатива в национальной политике России. М.: Новое издательство, Фонд Либеральная миссия, 2003. — 248 с. ISBN 5-98379-012-9;
- Терроризм в современном мире: истоки, сущность, направления и угрозы. М.: Институт социологии РАН, 2003;
- Этнополитический маятник: динамика и механизмы этнополитических процессов в постсоветской России. М.: Институт социологии РАН, 2004. — 327 с. ISBN 5-89697-091-9;
- Толерантность против ксенофобии (зарубежный и российский опыт). М.: Academia, 2005 (соредактор вместе с В. И. Мукомелем);
- После империи. Афанасьев Ю., Гайдар Е., Гавров С., Иноземцев B., Ливен Д., Паин Э., Пелипенко А., Урнов М., Филиппов А., Ясин Е. — М.: Либеральная миссия, 2007. — 224 с. ISBN 978-59-03135-01-1.
- Российская модернизация: размышление о самобытности. М.: Институт Кеннана, изд-во «Три квадрата», 2008;
- Распутица: полемические размышления о предопределенности пути России. М.: РОССПЭН, 2009. — 269 с. (Россия. В поисках себя). ISBN 978-5-8243-1108-2;
- Идеология «особого пути» в России и Германии: истоки содержание и последствия. М.: Изд-во «Три квадрата», 2010;
- Интернет и идеологические движения в России / Науч. ред. Э. А. Паин. М.: Новое литературное обозрение, 2016. — 480 с. ISBN 978-5-4448-0517-6 (совместно с Г. Никипорец-Такигава, С. Федюниным и С. Простаковым);
- Нация и демократия. Перспективы управления культурным разнообразием. М.: Мысль, 2017. — 266 с. ISBN 978-5-244-01197-5 (совместно с С. Федюниным);
- Многоэтничный город. Проблемы и перспективы управления культурным разнообразием в крупнейших городах. М., 2018 (совместно с О. Вендиной).
- Этничность, нация и политика: критические очерки по этнополитологии. М.: НЛО. 2023. — ISBN 978-5-4448-1875-6

на других языках
- The New Russian Diaspora — Russian Minorities in the Former Soviet Republics. M. E. Sharpe, Armonk, New-York, London, 1994. (в соавторстве с В. Шляпентохом).

### Статьи
на русском языке
- Политический экстремизм и терроризм: социальные корни проблемы // Век толерантности. № 5, 2003;
- Федерализм и сепаратизм в России: мифы и реальность // Космополис. № 1(3), 2003;
- Современный русский национализм в зеркале рунета // В кн.: Россия — не Украина: современные акценты национализма: сборник статей / Сост.: А. М. Верховский. М.: Центр «Сова», 2014. С. 9-31;
- «Социальная эстафета» и другие механизмы воспроизводства стереотипов социального поведения // В кн.: X СОКРАТИЧЕСКИЕ ЧТЕНИЯ. РЕАЛЬНОСТЬ КАК СОЦИАЛЬНЫЕ ЭСТАФЕТЫ / Под общ. ред. В. Шупер. М.: Эслан, 2015. С. 74-88;
- Исламизм: социально-политическая сущность и новые угрозы для России // Общественные науки и современность. № 5, 2016;
- О политической инерции в донациональном обществе // В кн.: Устойчивое развитие России: вызовы, риски, стратегии: Материалы XIX Международной научно-практической конференции Гуманитарного университета 12-13 апреля 2016 года: доклады. В 2 т. Т. 1. Екатеринбург : Гуманитарный университет, 2016. С. 42-60;
- Множественная современность: особенности бюрократичной иерархии и коррупции в обществах с клановыми традициями // Общественные науки и современность. № 2, 2017.
- Нация и демократия. Статья 1. Идея гражданской нации в современной России // Общественные науки и современность. № 6, 2017 (совместно с С. Федюниным);
- Нация и демократия. Статья 2. Иллюзии «постнационального» мира и кризис западных демократий // Общественные науки и современность. № 1, 2018 (совместно с С. Федюниным).

на других языках
- From the First Chechen War Towards the Second // The Brown Journal of World Affairs. Vol. 8, No. 1. Winter/Spring 2001;
- Xenophobia and Ethnopolitical Extremism in Post-Soviet Russia: Dynamics and Growth Factors // Nationalities Papers. Vol. 35, No. 5. November 2007;
- Russia between Empire and Nation // Russian Politics and Law. Vol. 47, No. 2. March — April 2009;
- Socio-Culture Factor and Russian Modernization // Waiting for Reform under Putin and Medvedev / Edited by Lena Jonson and Stephan White. Palgrave Macmillan, 2012. P. 96-119;
- The ethno-political pendulum: the dynamics of the relationship between ethnic minorities and majorities in post-Soviet Russia // Managing Ethnic Diversity in Russia / Edited by Oleh Protsyk and Benedikt Harzl. Routledge, 2013. P. 173—189;
- The imperial syndrome and its influence on Russian nationalism // The New Russian Nationalism: Imperialism, ethnicity and authoritarianism, 2000-15 / Edited by Pål Kolstø and Helge Blakkisrud. Edinburgh: Edinburgh University Press, 2016. P. 46-74;
- Cultural diversity management in the cities: A new Paradigm for ethnopolitical regulation in Russia // Государственная служба. № 6 (104), 2016.